# I'm FISH//
「I'm FISH//」（アイム・フィッシュ）は、日本のダンスロックバンド・DISH//の9作目のシングル。Sony Recordsから2017年6月7日に発売された。

## 概要
- 前作DVDシングル『JK//』から約3ヶ月振り[1]のリリース。
- CDは初回生産限定盤A・B、通常盤の3形態で発売。
- 表題曲「I'm FISH//」は、テレビ東京『釣りバカ日誌 Season2〜新米社員 浜崎伝助〜』の主題歌である。
- カップリングの「横浜VIBRATION」は、tvk『プロ野球中継 横浜DeNAベイスターズ熱烈LIVE』の2017年度テーマソングである。
- 初回生産限定盤Aの特典DVDには、「I'm FISH//」のMV & メイキングを収録。
- 初回生産限定盤Bの特典DVDには、DISH//2017 Spring Tour『実食会』オープニング映像「皿の鉄人」の総集編＆エキゾチック番外編を収録。

## 収録曲

### CD

#### 初回生産限定盤A・B
1. I'm FISH//
作詞：DISH//、GAKU　作曲：GAKU
  - テレビ東京『釣りバカ日誌 Season2〜新米社員 浜崎伝助〜』主題歌
2. コトダマ
作詞・作曲：DISH//、小倉しんこう　編曲：梅原新、小倉しんこう
3. 求愛ラブダンス
作詞・作曲：DISH//、新井弘毅　編曲：宮下浩司
4. I'm FISH// -instrumental-
  - 初回生産限定盤Aのみ
5. コトダマ -instrumental-
  - 初回生産限定盤Bのみ

#### 通常盤
1. I'm FISH//
2. コトダマ
3. 横浜VIBRATION
作詞・作曲：岡部波音　編曲：山下洋介
  - tvk『プロ野球中継 横浜DeNAベイスターズ熱烈LIVE』2017年度テーマソング
4. 横浜VIBRATION -instrumental-

### DVD

#### 初回生産限定盤A
1. 「I'm FISH//」ミュージックビデオ
2. 「I'm FISH//」メイキング

#### 初回生産限定盤B
1. DISH//2017 Spring Tour『実食会』オープニング映像「皿の鉄人」総集編＆エキゾチック番外編